# پکالونگن
پکالونگن (اندونزیایی: Pekalongan) شهری در استان جاوه مرکزی کشور اندونزی است. جمعیت این شهر بر اساس سرشماری سال ۱۹۹۰ میلادی، ۲۲۷٫۳۷۵ نفر و بر اساس سرشماری سال ۲۰۰۰ میلادی، ۲۴۸٫۸۸۴ بوده که در سال ۲۰۰۷ میلادی به ۲۶۱٫۰۱۴ نفر افزایش یافته‌است.